# Géromont (Comblain-au-Pont)
Pour les articles homonymes, voir Géromont.
 (janvier 2022).
Si vous disposez d'ouvrages ou d'articles de référence ou si vous connaissez des sites web de qualité traitant du thème abordé ici, merci de compléter l'article en donnant les références utiles à sa vérifiabilité et en les liant à la section « Notes et références ».
Géromont est un village sur les hauteurs de l'Ourthe dans la province de Liège en Belgique. Situé immédiatement au sud de Comblain-au-Pont le village y est administrativement rattaché. Avant la fusion des communes de 1977, Géromont faisait déjà partie de la commune de Comblain-au-Pont (Région wallonne de Belgique).   

## Situation
Le village de Géromont se situe sur les hauteurs ouest - et dans une boucle - de l'Ourthe à moins d'un kilomètre du centre de Comblain-au-Pont. On accède au village en montant la rue de la Carrière depuis la place Leblanc à Comblain-au-Pont.

## Patrimoine
Géromont et ses alentours comptent plusieurs curiosités à visiter :
- Les anciennes carrières de grès de Géromont sont les témoins de l’activité économique locale du début du XXe siècle. Elles se visitent sur réservation uniquement et par groupe de minimum 15 personnes. Un magnifique point de vue sur la vallée de l'Ourthe se trouve près de ces anciennes carrières. Plusieurs machines et outils sont visibles.
- Le mur géologique de Géromont qui constitue une échelle stratigraphique monumentale réalisée avec des roches extraites de carrières situées en Wallonie. Des roches représentatives de périodes géologiques s'étendant du Cambrien (540 millions d'années) au Quaternaire (actuel), s'étagent, par ordre chronologique, sur 54 mètres, à raison d'un mètre pour dix millions d'années.
- Le centre d'interprétation de la chauve-souris se trouve au-dessus des anciennes carrières de Géromont. D'une manière didactique et interactive, il permet au visiteur de découvrir le monde méconnu de ces petits mammifères.
- La réserve domaniale de la sablière de Larbois représentative d'une faune et d'une flore typiques est accessible lors de visites guidées. Elle est située à environ trois kilomètres au sud-ouest de Géromont.
- Le sentier géologique, grâce à la présence de panneaux didactiques, permet de découvrir la faune, la flore et la géologie de la région d'Ourthe-Amblève. Quittant les bords de l'Ourthe, ce sentier escalade le versant ouest, traverse les anciennes carrières de Géromont où l'on peut même observer un figuier (panneau 8) avant de se diriger vers la sablière de Larbois.